# Eamonn McCann
Eamonn McCann (Derry, 10 de març de 1943) és un periodista, activista polític nord-irlandès. A les eleccions de l'Assemblea d'Irlanda del Nord 2016, va ser elegit per la circumscripció de Foyle. Va servir durant gairebé nou mesos abans de perdre el seu escó el 2017. A les eleccions del 2019 va ser elegit membre del Consell de Districte de Derry City i Strabane.

## Biografia
McCann va néixer i ha viscut la major part de la seva vida a Derry. Criat catòlic, va assistir al St. Columb's College i apareix de manera destacada a la pel·lícula documental The Boys of St. Columb's. Més tard va assistir a la Queen's University de Belfast, on va ser president de la Literary and Scientific Society.
De jove va ser un dels organitzadors del Derry Housing Action Committee (DHAC), un grup de campanya centrat en l'accés a l'habitatge social. DHAC va organitzar, juntament amb la Northern Ireland Civil Rights Association, la segona marxa pels drets civils a Irlanda del Nord. Aquesta marxa, que va tenir lloc el 5 d'octubre de 1968, es considera generalment com la data de naixement del Moviment pels Drets Civils d'Irlanda del Nord. Entre els participants hi havia Bernadette Devlin, de qui va ser assessor electoral. Va presentar-se per la circumscripció de Foyle a les eleccions generals d'Irlanda del Nord de 1969 pel Partit Laborista d'Irlanda del Nord, quedant tercer amb 1.993 vots (el 12,3% del total).
Va ser jutjat (com a part dels anomenats Raytheon 9) a Belfast el 2008 per presumptes danys causats durant la Guerra del Líban de 2006 a una instal·lació de la multinacional armamentística Raytheon a Derry. El jurat va absoldre per unanimitat McCann i tots els altres acusats en reconèixer que les accions del grup van ser motivades pel bombardeig de propietats libaneses en què van morir nombrosos civils i el desig de protegir aquestes vides, atès que les instal·lacions foren atacades per les forces israelianes amb armes i míssils subministrats per Raytheon. El jutge va desestimar els càrrecs després d’escoltar les proves de la fiscalia. No obstant això, McCann va ser condemnat pel robatori de dos discs durs, per la qual cosa va ser sentenciat a presó condicional durant 12 mesos.
En unes declaracions fora del tribunal, McCann va afirmar: «El jurat ha acceptat els crims de guerra al Líban l'estiu del 2006. Preteníem que l'acció tingués l'efecte de dificultar o retardar la comissió de crims de guerra».
McCann també va intervenir al funeral de la militant de l'IRA provisional i activista republicana Dolours Price.
McCann escriu actualment al Belfast Telegraph, al The Irish Times i al Derry Journal. Ha escrit una columna per a la revista Hot Press, amb seu a Dublín, i és un comentarista freqüent a la BBC, la Raidió Teilifís Éireann i altres mitjans de comunicació. Va treballar com a periodista al diari Sunday World i va col·laborar a la revista In Dublin.
Gran part del seu treball periodístic reflecteix el que ell mateix descriu com una shuddering fascination per la religió que, unida al seu profund escepticisme, l'ha convertit en un tema al qual ha tornat sovint. El març de 2008, McCann va parlar amb la National Public Radio sobre la solidaritat entre el moviment per als drets civils a Irlanda del Nord i el Moviment afroamericà pels drets civils als Estats Units.
El març de 2014, després del referèndum de l'estatut de Crimea del 2014, McCann va publicar un article al The Irish Times sobre la situació allà. Va afirmar que «després de sis anys al càrrec, Obama creu que té dret a envair qualsevol lloc, a bombardejar qualsevol cosa, a matar qualsevol persona que molesti a la CIA, independentment del dret nacional o internacional o, de fet, de les disposicions de la constitució dels EUA. I ara fa conferències a Putin sobre la necessitat de respectar el dret internacional».
En el mateix article va escriure que Vladímir Putin pot dirigir un règim cruel, però el poble de Crimea té dret a ser acceptat com a rus si això és el que vol, cosa que evidentment fan», i va afegir: «Putin té raó que la principal motivació dels EUA i l'OTAN ha estat encerclar i debilitar el seu país. Podria ser quelcom a curt termini, però en aquest cas, Rússia té més dret que Occident».
McCann fou la parella de Mary Holland (1935-2004), una periodista que treballava per a The Observer i The Irish Times. Té una filla d'aquesta relació, Kitty, que ara és periodista de The Irish Times, i un fill, Luke, que treballa per al laboratori d'idees sobre drets humans The Center for Economic and Social Rights. L'acadèmica i activista Goretti Horgan és la seva parella des de mitjans dels anys 1980 i tenen una filla, Matty. McCann és seguidor del Derry City FC. A la pel·lícula del 2002, Bloody Sunday, McCann va ser interpretat per l'actor irlandès Gerard Crossan.

## Obra publicada
- War and an Irish Town (1973)
- War and Peace in Northern Ireland
- Dear God – The Price of Religion in Ireland
- Bloody Sunday: What Really Happened (1992)
- The Bloody Sunday Inquiry: The Families Speak Out (2005).